# Ожерельє
Ожере́льє (рос. Ожерелье) — мікрорайон м. Кашира, колишнє місто (у 1958—2015) Каширського району Московської області Російської Федерації. Розташоване на березі річки Мутенки. Залізнична станція. У листопаді 2015 року місто включене в межі Кашири.
Населення у 2015 році становило 10292 особи.

## Назва
На планах генерального розмежування 1790 року вказано як село Ажерельева, а у списку населених пунктів 1862 — Ожерельево.
Згідно зі Є. М. Поспєловим, назва села походить від староросійського неканонічного особового імені стар. Ожерелье
 (за походженням слово пов'язане з «горло»). За іншою версією, назва Ожерелье, Ожерельево пов'язане зі словом жерло, що в російських діалектах може означати «звужене місце річки при впадінні її в іншу річку».

## Історія
Село Ожерельєво вперше згадується під 1578–1579 рр, засноване мешканцями Кашири які вціліли від татарського набігу 1571 року.
У 1900 році була побудована одноколійна залізниця Павелецького напрямку, з'явилась станція, яку назвали Ожерельє. У матеріалах перепису населення 1926 року згадується як станція та селище з населенням 81 людина. У селі нараховувалось 232 людини. У 1930-х після реконструкції Валуйки — Ожерельє — Москва станція Ожерельє стала вузловою, було збудовано нове селище, яке включило і територію села.
Робітниче селище з 1937 року, статус міста з 1958 року.

## Символіка
Місто Ожерельє має власну символіку — герб та прапор. Сучасна версія міської символіки була ухвалена 29 березня 2007 року. В основі герба та прапора міста дві вертикальні смуги блакитного та червоного кольору, у центрі золоте крилате колесо оточене зеленим вінком із дубового листя.

## Промисловість
У місті працюють підприємства залізничного транспорту, цегляний завод, птахофабрика. Поруч із містом — великий комбікормовий завод.

## Транспорт
Місто є важливою залізничною станцією Павелецького напрямку — станом на квітень 2015 року тут зупинялись потяги, які слідують до Москви, Санкт-Петербурга, Кисловодська, Уфи та інших міст Росії, а також окупованих Росією міст України та Грузії. Більшість із них мають стоянку на станції Ожерельє тривалістю 25-35 хвилин.

## Населення
| Рік  | тис. чол | рік  | тис. чол | рік  | тис. чол | рік  | тис. чол |
| ---- | -------- | ---- | -------- | ---- | -------- | ---- | -------- |
| 1926 | 0.1      | 1992 | 16       | 2005 | 10.9     | 2012 | 10.5     |
| 1939 | 5.5      | 1996 | 15.7     | 2006 | 10.8     | 2013 | 10.4     |
| 1959 | 11.9     | 1998 | 15.4     | 2007 | 10.7     | 2014 | 10.3     |
| 1970 | 12.9     | 2000 | 15.2     | 2008 | 10.6     |      |          |
| 1979 | 14.45    | 2001 | 15.1     | 2010 | 10.6     |      |          |
| 1989 | 16.2     | 2003 | 11.1     | 2011 | 10.5     |      |          |

## Пам'ятки історії та архітектури
У 3 км на північ від міста в селі Грабченки збереглася пам'ятка архітектури — дерев'яна Казанська церква яка датується 1745 роком.